# Junior Castillo
Junior Castillo Martinez (ur. 10 maja 1986 w Higüey) – dominikański bokser. Uczestnik Letnich Igrzysk Olimpijskich w 2012 roku, w których odpadł w 1/16 finału rywalizacji w wadze średniej (75 kg) po przegranej z późniejszym brązowym medalistą Anthonym Ogogo.

## Kariera profesjonalna
W 2013 roku rozpoczął karierę profesjonalną. Stoczył 15 walk z czego wygrał czternaście, a jedną przegrał. Ostatnią walkę stoczył 27 kwietnia 2017 roku.